# Запятая
Запята́я (,) — знак препинания в русском и других языках. Иногда используется как десятичный разделитель.

## Как знак препинания
В русском языке запятая используется на письме:
для обособления (выделения):
- определений, если определение находится после определяемого слова, либо имеет добавочное обстоятельственное значение, либо в случаях, когда определяемое слово является именем собственным или личным местоимением,
- обстоятельств, кроме тех случаев, когда обстоятельство является фразеологизмом; также в случаях, когда обстоятельство выражено существительным с предлогом (кроме предлогов невзирая на, несмотря на), запятая ставится факультативно;

также при использовании:
- причастных и деепричастных оборотов,
- обращений,
- уточнений,
- междометий,
- вводных слов (по некоторым источникам, вводные слова входят в состав обособленных обстоятельств, по другим — нет),

для разделения:
- между частями сложносочинённого, сложноподчинённого или сложного бессоюзного предложения;
- между прямой речью и косвенной, если косвенная речь стоит после прямой речи, а сама прямая речь не заканчивается знаками «!» и «?»; в этом случае после запятой (если она поставлена) всегда ставится тире.
- при однородных членах.

## Как десятичный разделитель
В числовой записи, в зависимости от принятого в том или ином языке стандарта, запятой разделяются целая и дробная части либо разряды по три цифры между собой. В частности, в русском языке принято отделение дробной части запятой, а разрядов друг от друга пробелами; в английском языке принято отделение дробной части точкой, а разрядов друг от друга запятыми.

## В информатике
В языках программирования запятая используется в основном при перечислении — например, аргументов функций, элементов массива.
Является разделителем в представлении табличных данных в текстовом формате CSV.
В Юникоде символ присутствует с самой первой версии в первом блоке Основная латиница (англ. Basic Latin) под кодом U+002C, совпадающим с кодом в ASCII.
На современных компьютерных клавиатурах запятую можно набрать двумя способами:
1. Запятая находится в нижнем регистре на клавише Del цифровой клавиатуры, если выбран русский региональный стандарт. Более правильно говорить, что в нижнем регистре на клавише Del цифровой клавиатуры находится десятичный разделитель для текущего регионального стандарта. Для США это будет точка.
2. Запятая находится в верхнем регистре русской раскладки (набрать запятую можно лишь нажав клавишу ⇧ Shift). Существует мнение, что это неправильно, поскольку замедляет скорость набора текста (в русском языке запятая встречается чаще точки, для набора которой нажимать ⇧ Shift не требуется)[1].

## В культуре
- В детской считалочке:

Точка, точка, запятая —

Вышла рожица смешная,

Палка, палка, огуречик,

Получился человечек.
- В повести Лии Гераскиной «В стране невыученных уроков» Запятая является одной из подданных Глагола. Она описывается как горбатая старуха. Злится на Витю Перестукина за то, что тот постоянно ставит её не на место. В мультфильме «В стране невыученных уроков» Запятая также является подданной Глагола, но изображена совсем иначе. Она выглядит не как старуха, а как девочка. Кроме того, она не так негодует, хотя всё равно жалуется на то, что Витя ставит её не на место.

## Варианты и производные
В средневековых рукописях использовался ранний вариант запятой, выглядевший как точка с правым полукругом сверху. Для определённых сокращений использовался и знак повышенной запятой (⸴).
В фонетической транскрипции Paleotype для индикации назализации использовалась перевёрнутая запятая.
Все три символа закодированы в Юникоде в блоке Дополнительная пунктуация (англ. Supplemental Punctuation) под кодами U+2E4C, U+2E34 и U+2E32 соответственно.